# Toluges
Toluges ([tu'luʒəs], en francès Toulouges) és un poble, cap de la comuna del mateix nom, de 8.544 habitants el 2013, de la comarca del Rosselló, a la Catalunya Nord.
En aquesta ciutat es va celebrar la primera assemblea de Pau i Treva de Déu dels comtats catalans, l'any 1027, sota la presidència de l'abat Oliba.

## Etimologia
Segons Joan Coromines el topònim Toluges, així com Tolustre, Tolba i d'altres, és format a partir d'un nom d'origen ibèric, possiblement *tolŏbǐas.

## Geografia

### Localització i característiques generals del terme

Situació de la comuna de Toluges en el Rosselló

La comuna de Toluges, de 80.400 hectàrees d'extensió, es troba a la zona central de la gran comarca del Rosselló, a ponent de la capital nord-catalana, Perpinyà, a la riba dreta de la Tet. Curiosament, no arriba del tot a la llera del riu, ja que li tanquen el pas pel nord els dos termes veïns, de Perpinyà i del Soler. És un territori del tot pla, situat entre la plana al·luvial del riu i la plana de Tuïr. El terme té un pendent molt feble, cosa que fa necessària la presència d'un nombre important de canals, agulles, que constitueixen una veritable xarxa a l'entorn del Rec de Perpinyà, l'important canal de drenatge de la Bassa i al sud, ja fora del terme, el Ganganell.
Termes municipals limítrofs:
|          |        |          |
| El Soler |        | Perpinyà |
| Tuïr     | Cànoes |          |

### El poble de Toluges

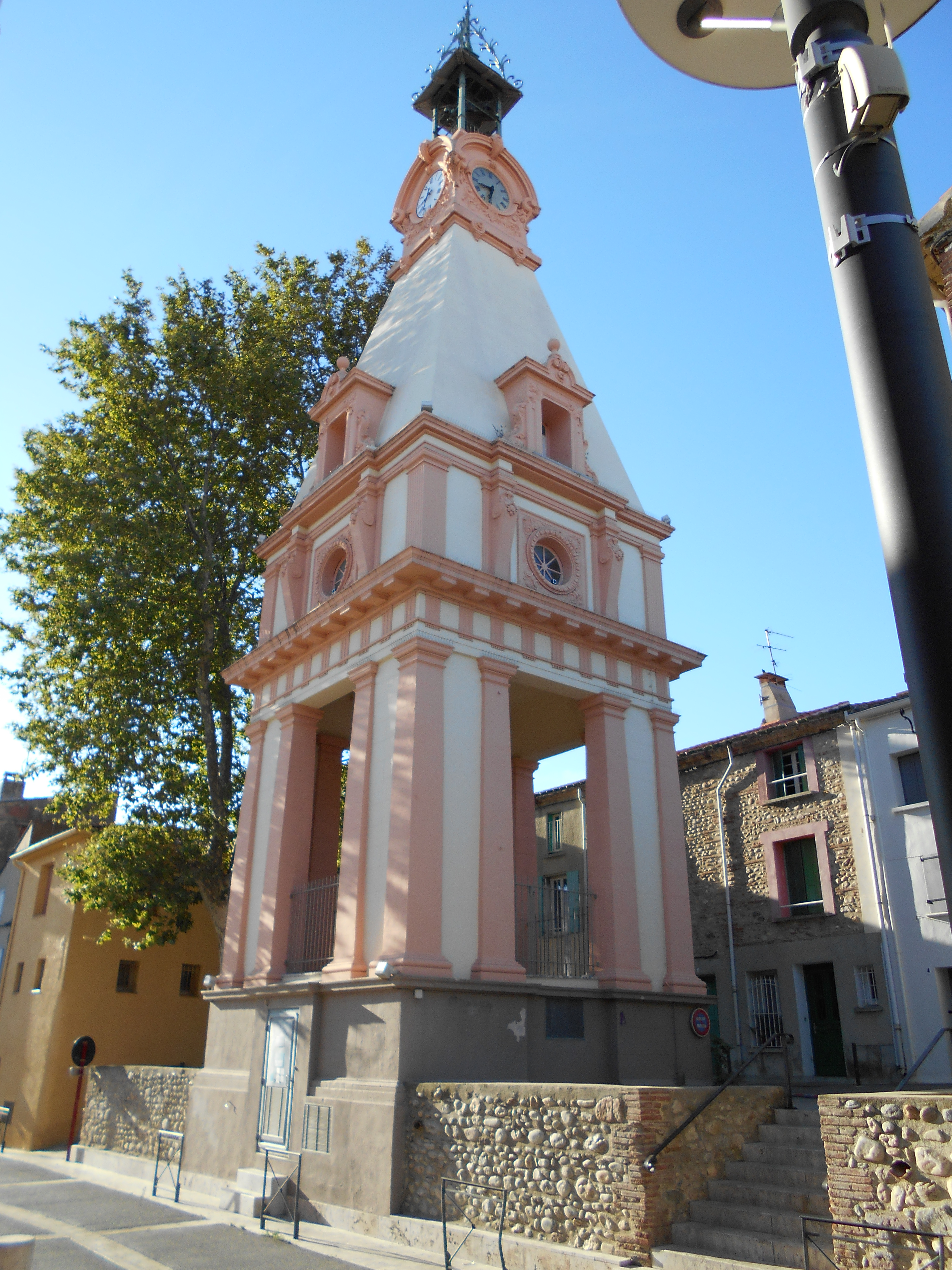
Campanar civil de Toluges

L'origen de Toluges és una cellera situada al voltant de l'església parroquial de Santa Maria i del seu cementiri, que quedaven a l'extrem nord del nucli primigeni de Toluges. A partir d'aquest poble vell, el nucli de població començà a créixer a partir dels barris del Camí de Cànoes, del Camí dels Horts, del carrer Nou i de l'ara anomenat Espai Abelanet.

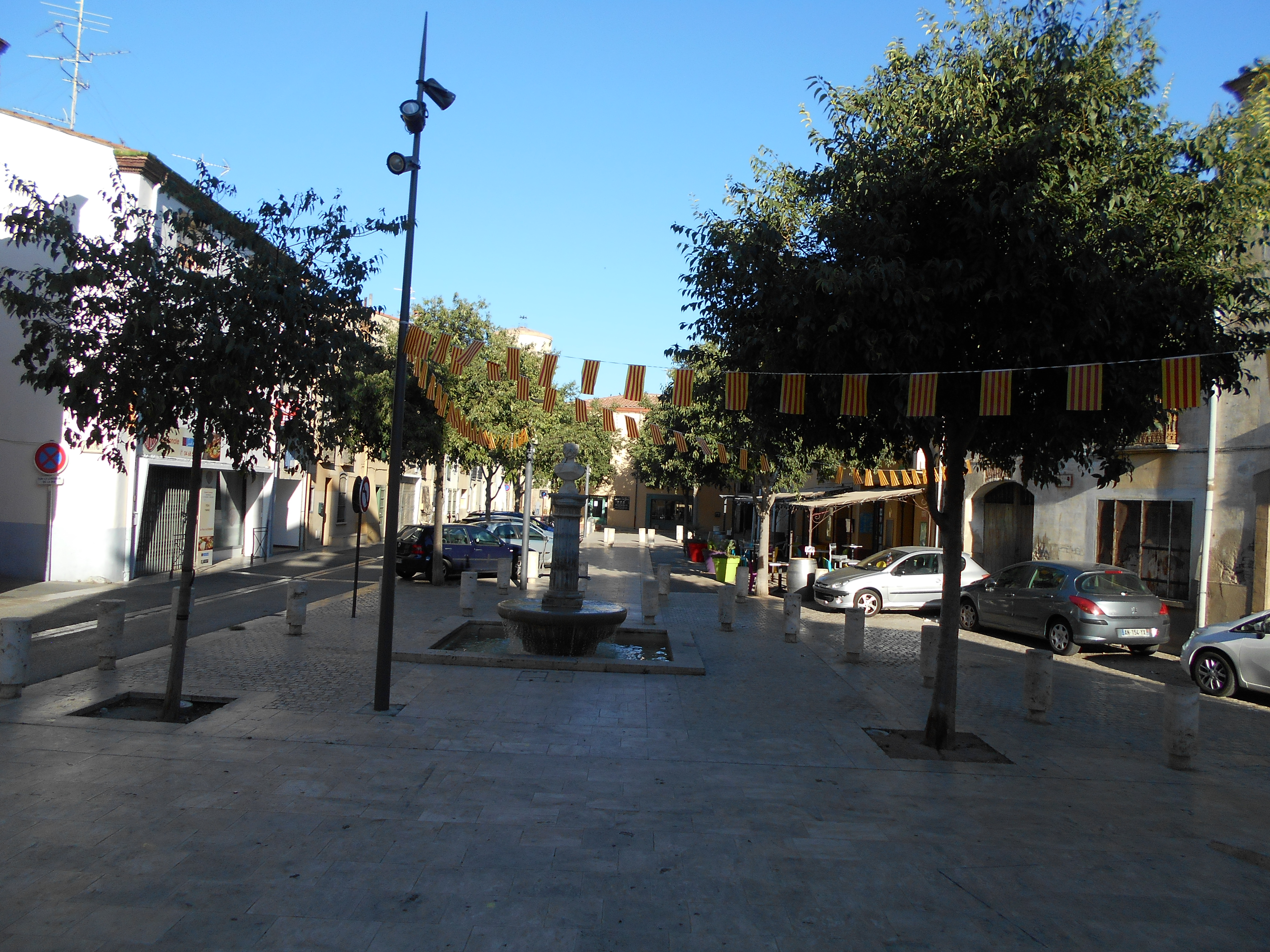
Plaça de la cellera de Toluges

A partir d'aquest nucli primer, el poble començà a desenvolupar en la seva perifèria la Cava Cooperativa, les Caves Pejoan, el Cementiri Nou, o de la Morera, o de l'Est, un altre Cementiri Nou, o de la Ruta de Perpinyà, o del Pont Trencat, el Crist, imatge de Jesucrist antigament a l'entrada del poble; unint aquestes construccions amb el poble vell i engrandint-lo, es crearen els barris de Baltazar, el Benefici, el Camí d'en Ginestet, el Camp dels Pobres, Clairfont, el Molí Nou i la Morera. Més endavant s'hi afegiren la Gara de Sant Carles, el centre d'activitats Naturopol i la Zona Artesanal.

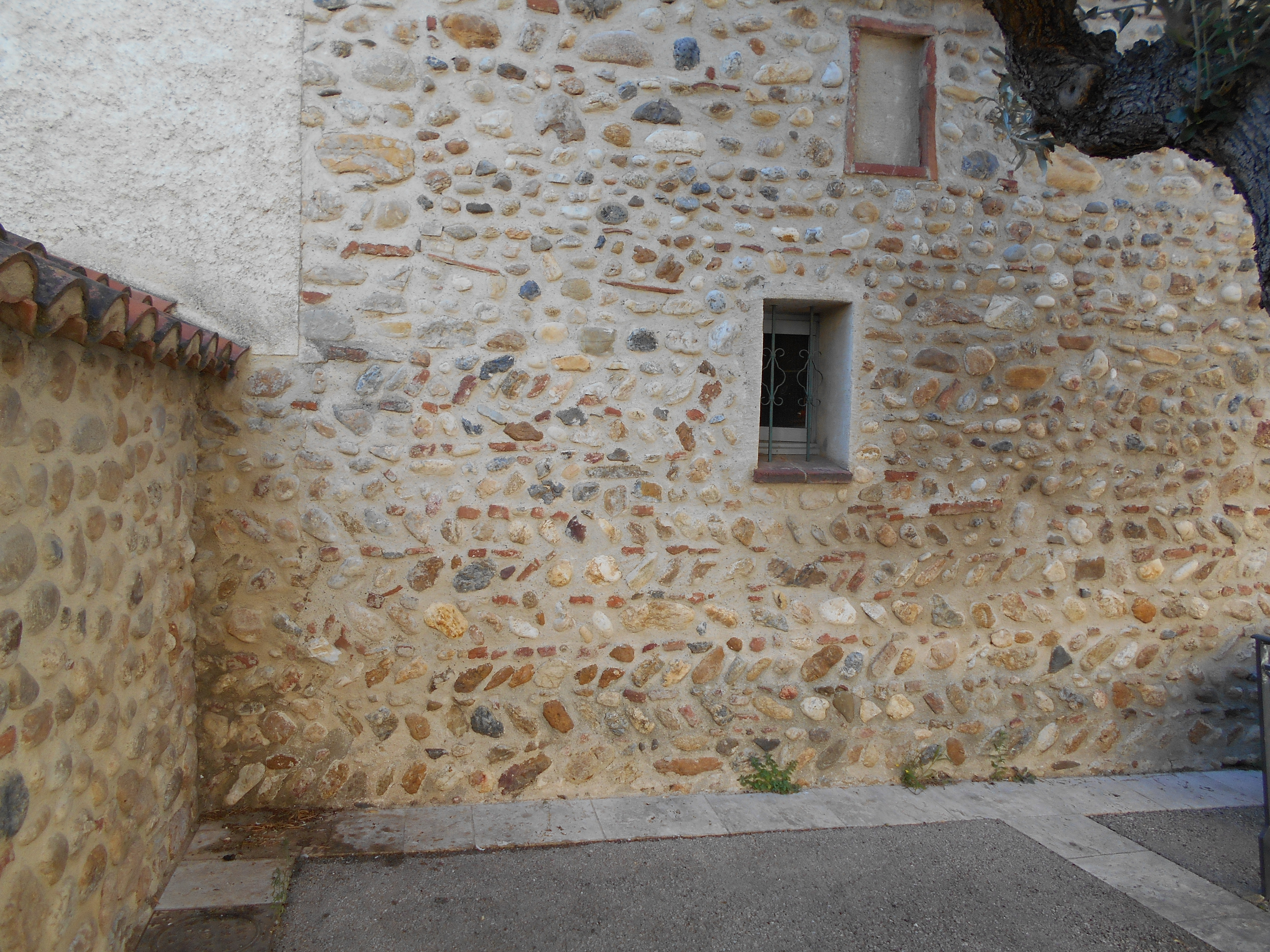
Paret amb opus spicatum del mur de tancament de la cellera

El Toluges de començaments del segle xxi ha incorporat, a més, diverses urbanitzacions, a l'estil de tots els pobles de la conurbació perpinyanesa: les Charmilles, le Clos des Jardins, la Closeta, la Devesa, l'Empordà, la Font d'en Perot, els Horts, el Molinàs, l'Oliveta, les Palaves, la Sanya i Villerac. Això ha fet que s'hagi estès molt el nucli urbà de Toluges, fins al punt que pel nord-est apareix ja unit a les zones industrials de Perpinyà (Malloles i Sant Carles), i pel sud amb Cànoes. I aviat, al nord-oest, amb el Soler.

### Els masos del terme
La forta afectació de la conurbació perpinyanesa en el terme de Toluges ha fet que aquest poble hagi perdut una bona part de l'activitat agrícola, que antigament n'era la base. Per això, són pocs els masos que queden: les Casetes de Ballaró, el Casot d'en Monet, el Casot d'en Vial, el Mas Bastit, o Xo'n Bastit, el Mas Charpentier, el Mas de Ballaró, abans Mas Romeu, el Mas de l'Aibre, el Mas del Molí, o el Moló, abans Mas de Bordàs, el Mas d'en Ramonatxo, el Mas d'en Riera, el Mas d'en Roig, el Mas Felip, els dos masos anomenats Foixonet, el Mas Freixa, abans Mas Puig Sec, el Mas Goze, el Mas Jammes, el Mas Madern, el Mas Oriol, el Mas Pejoan, o de la Devesa, el Mas Ricard, el Mas Sant Sebastià, o Mas Subirats, i el Mas Vell. Cal esmentar a part l'antic Mas de l'Amorós, més tard Casa de l'Ecoiffier, i ara esdevingut el centre administratiu Clairfont.

### Els cursos d'aigua
La major part dels cursos d'aigua de Toluges són canals d'irrigació o de drenatge, com les anomenades agulla. Així, entre les de drenatge hi trobem: l'Agulla Cabdal de l'Eixau, o, simplement, l'Eixau, la Bassa, la Branca de la Bassa, el Canal de la Bassa i l'Eixau, o Agulla de l'Eixau; d'altra banda, la nòmina de les d'irrigació compta amb: l'Agulla de Ballaró, la de la Colomina, la de la Morera, la de la Vinyassa, la del Camí de Pollestres, la del Camí de Tuïr, la de l'Espinassera, la del Mas de Vesian, la del Mas Freixa, la del Massot, la del Molí, o Canal del Mig, la del Pas del Fang, la del Pistolet, la del Pontell de la Llonga, la de l'Ull de Ballaró, la de Martellís, la d'en Riera, la de Puigsec, la de Santa Eugènia, la Petita de Baltazar, la Buidadora, el Diamant del Mas de l'Eula, el Rec de la Roureda, el Rec de les Vinyes, el Rec del Pas de les Carretes, o del Pas dels Horts, i el Rec de Monyàs, o de Puig Sec. L'Agulla de la Basseta, la de la Devesa i la de la Jaça, abans de la Jaça del Fornoll, són alhora de drenatge i d'irrigació. Cal destacar, a més, el Passallís de la Bassa, gual per travessar aquest curs d'aigua.
D'altra banda, Toluges posseïa, procedent d'algunes d'aquestes agulles, alguns abeuradors per a animals, com l'Abeurador de la Plaça de la República, el de la Ruta de Cànoes, tots dos actualment desapareguts, i alguns rentadors, com el Rentador de la Font, el de la Ruta de Cànoes i el d'en Santaló, dels quals només es conserva el primer. Hi havia també fonts i pous, a Toluges: la Font, la Font de la Plaça, la Font d'en Llapí (on neix la Bassa), la Font d'en Perot, la Font d'en Ribera i les Fonts del Mas d'en Riera, a més de les desaparegudes Font d'en Rossinyol, Font d'en Santaló i Font Vella. El Pou d'en Freixa, artesià, completa aquesta llista.

### El relleu
L'absència d'elements diferenciats en el relleu fa que no hi hagi topònims d'aquesta mena, en el terme de Toluges.

### El terme comunal
Els topònims de Toluges, en canvi, reflecteixen nombrosos indrets de caràcter agrícola: l'Aviació, Baltazar, la Bassa, les Bassetes, el Benefici, Bosc Barbut, la Buidadora, el Camí de Baltazar, el de Bao, el de Cànoes, el de Carlemany, o de Terrats, el de la Bassa, el de l'Hospital, el del Mas d'en Xabres, el dels Horts, el dels Roures, el de Pollestres, el de Terrats, el de Tuïr (tots aquests no com a nom del camí, sinó de la partida del seu entorn respectiu), el Camp de la Closa, el de la Creu, el de les Colobres, el del Rat, o de la Figuera, el dels Soldats a Orla, el Casot del Pistolet, la Closa, abans Camp de la Closa, la Colomina, la Colomina d'en Bertran, les Colomines, les Colominetes, les Colominetes d'en Pejoan, la Coma Negau, els Cotius, Davant les Cases, Dellà la Bassa, la Devesa, l'Eixau (dos de diferents), l'Espinassera, les Fontetes, la Font d'en Llapí, els Garrigots, el Gorg de Santa Eugènia, l'Hort de la Llaurana, l'Hort, o Camp, de la Rostida, l'Hort de l'Esquerrot, els Horts, els Horts de Cànoes, els Horts de Santa Eugènia, la Jaça, Mas Charpentier, Mas de Ballaró, Mas d'en Riera, Mas d'en Xabres, o Xabry, Mas Felip, Mas Freixe, Mas Goze, Mas Jambes, Mas Jammes, Mas Puig Sec, o del Puig, Mas Sant Ferriol, Mas Sant Pere, el Mas Vell, el Molí Nou, Monyàs, la Nation, les Palaves, abans la Palava, el Parc de Clairfont, el Pas del Fang, el Pas dels Horts, el Prat de l'Aibre, el Prat dels Horts, el Prat Gros, Santa Eugènia, la Sanya, els Taulons, la Travessa, la Vinya d'en Forcada i la Vinyassa.
Alguns són noms ja desapareguts, com Bony Saduri, el Camí de la Ribera (dos de diferents), el Camp de la Bassa, el de la Casa, el de la Figuera, el de la Mare, el de la Navarrel, el de la Pastorella, el de la Travessa, el de l'Avi, el del Galliner, el del Mas Gafard, el de l'Oliu, el de l'Ou, el dels Horts, el dels Manglaners, el de l'Ull, o d'en Lluís, el de Maig, el d'en Friques, el d'en Parramon, el d'en Serra, el d'Hortes, el Camp Gros, el Camp Petit, el Camp Robert, la Candala, el Cim dels Horts, abans Darrere dels Horts, la Colomina dels Horts, la Comanda, Darrere dels Horts, la Figuera, l'Hortolà, la Jaça del Fonoll, el Mallol, el Mallol del Camí de Tuïr, el Molinàs, l'Oliveta de Canta, el Passallís, Pejoan, els Polls, el Puialet, o Punyalet, el Rec de les Vinyes, el Rec de Monyàs, el Terme de Terrats i la Trinxada.

## Transports i comunicacions

### Carreteres
Travessen el terme de Toluges diverses carreteres. L'autopista A - 9/E - 15, anomenada la Catalana, no trepitja el terme de Cànoes, però hi passa ben a ran, a llevant del terme, i hi té enllaç a través de la carretera N - 612a.
Pel límit sud del terme comunal, entre Cànoes i Toluges bona part del termenal entre aquestes dues comunes, discorre la carretera, en forma d'autovia, de la N - 612a (D - 612, a Tuïr - D - 900/A - 9, a Perpinyà). És una de les carreteres d'accés a Perpinyà des de l'oest. Paral·lela a ella, quasi tot el seu traçat ran de Toluges, es troba el traçat antic de la mateixa carretera, ara anomenada N - 612b.
També hi passa la carretera D - 39 (D - 1, a Pesillà de la Ribera - Alenyà), que uneix les poblacions de Vilanova de la Ribera, el Soler, Toluges, Cànoes, Pollestres, Vilanova de Raó, Tesà i Alenyà. Cap al nord-oest, Toluges dista 4,5 quilòmetres del Soler i 6 de Pesillà de la Ribera. Cap al sud-est, 2,5 de Cànoes, 6,3 de Pollestres, 12,1 de Vilanova de Raó, 17,6 de Tesà i 19,5 d'Alenyà.
D'altra banda, hi ha diversos enllaços entre les vies de transport de l'oest de Perpinyà.

### Ferrocarril
Actualment, Toluges no disposa d'estació de ferrocarril, però travessa el sector oest del terme el traçat de la línia del TGV. En arribar a Perpinyà, el TGV passa per l'Estació de mercaderies internacional de Sant Carles, en part dins del terme de Toluges.
Antigament travessava el terme de ponent a llevant la línia de ferrocarril de Tuïr a Perpinyà, popularment anomenada el Mataburros. Actualment és un traçat turístic per a bicicletes o a peu.

### Transport col·lectiu públic
Per Toluges passen les línies 15, de Torrelles Platja a Cànoes, i 34, de Torremilà a Cànoes, de la Compagnie de Transports Perpignan Méditérranée. Per la línia 15, Toluges és a una hora i quart de Torrelles Platja, a una hora i cinc minuts de Torrelles de la Salanca, a tres quarts d'hora de Bonpàs, a 20 minuts de Perpinyà i a 10 minuts de Cànoes. Ofereix 25 serveis diaris en cada sentit de dilluns a divendres, 22 el dissabte i durant les vacances escolars, i 5 el diumenge.
La línia 34 uneix la ZAE de Torremilà amb Toluges i Cànoes, amb dos serveis diaris de Torremilà cap a Cànoes, i tres a la inversa. No té servei el diumenge ni els dies de festa. Toluges és, per aquesta línia, a 34 minuts de Torremilà, a 13 de Perpinyà i a 7 de Cànoes.

### Els camins del terme
Uns quants dels camins del terme de Toluges són interns, no surten del seu espai interior: Camí de Baltasar, Camí de la Bassa, o de les Bassetes, Camí del Calvari, Camí de les Bassetes, o de la Colomineta, Camí de les Vinyes, o Carretal del Benefici, Camí del Mas Bastit, Camí del Mas de Ballaró, Camí del Mas de l'Aibre, Camí del Mas d'en Riera, Camí del Mas d'en Xabres, Camí del Mas Freixa i Camí dels Horts. Esment a part mereixen el Camí de Ferro i el Camí de Ferro de Tuïr, o Mataburros, ara pista per a bicicletes o circulació a peu que segueix l'antic traçat del tren de Tuïr a Perpinyà, a més del TGV, que forma un arc al nord del terme.
D'altres camins uToluges amb els seus entorns: Camí de Bao, Camí de Cànoes, Camí del Soler a Tuïr, o del Mas de l'Eula, Camí de Pollestres, o de les Palaves, Camí de Terrats, o de Terrats a Bao, la Ruta, abans Camí, del Soler, la Ruta de Perpinyà, la de Prada i la de Tuïr, abans, també, camí de Tuïr.

## Activitats econòmiques

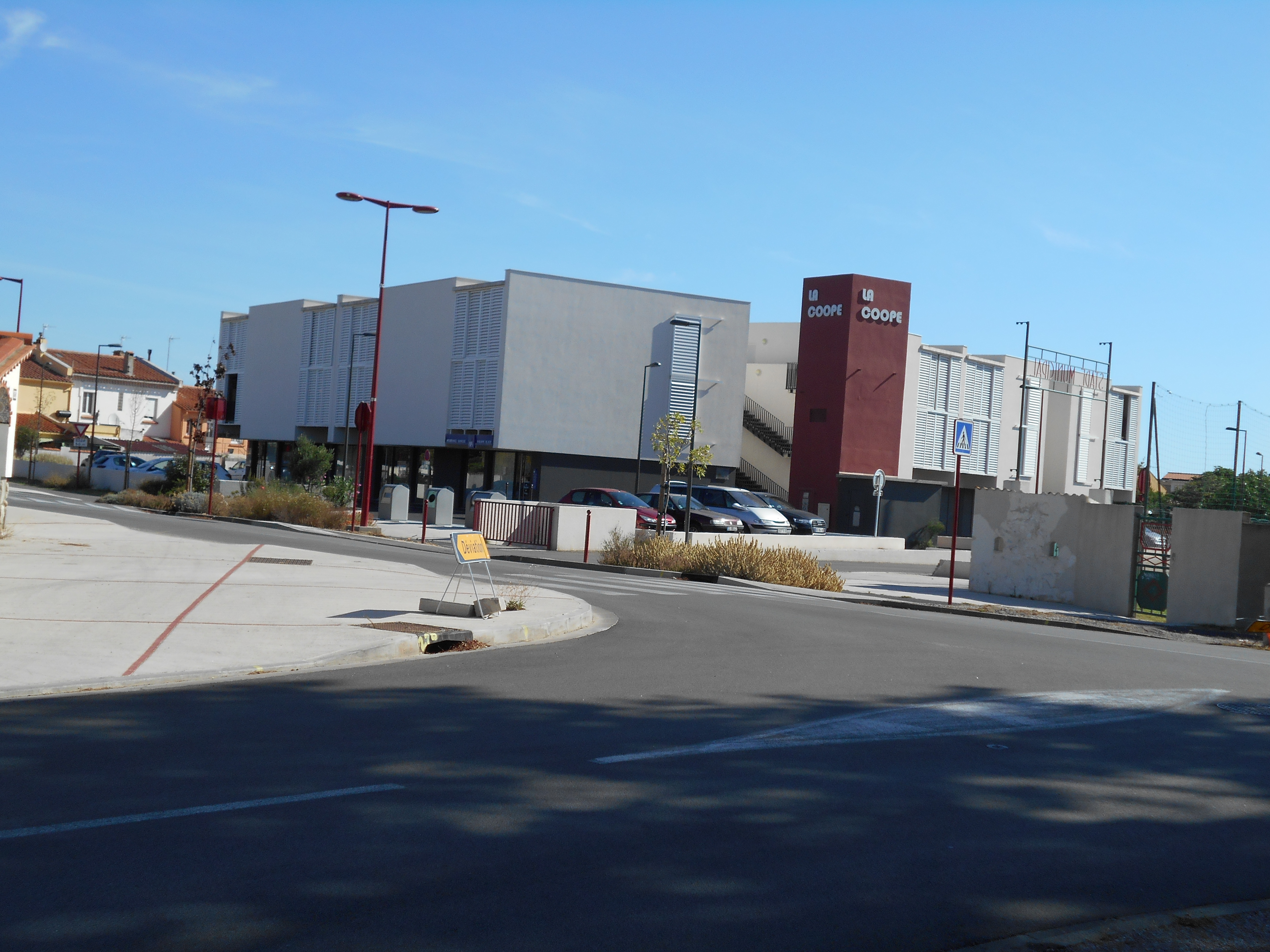
La Cooperativa, la Copé

Toluges ha passat en els darrers vint-i-cinc anys de ser un poble essencialment agrícola a una ciutat dormitori de la perifèria d'una ciutat.
Així i tot, l'agricultura encara és una activitat important, molt repartida entre la vinya i les hortalisses. La meitat de la producció vinícola es decanta cap a vins de denominació d'origen controlada, mentre que entre les hortalisses destaca la producció d'escaroles, enciams, tomàquets, julivert, productes primerencs, carxofes, pastanagues i col-i-flors. Els fruiters són en retrocés, com la vinya per a vins comuns, però encara hi ha plantacions importants d'albercoquers, presseguers, pomeres i pereres. S'hi han instal·lat molts hivernacles, de manera que, malgrat el retrocés, l'agricultura hi és ben consolidada.
Toluges disposa d'un celler cooperatiu amb 20.000 hl de capacitat, la Copé, i ha desenvolupat una indústria mitjana a partir del mateix celler, i d'indústries de construcció, del comerç de la fruita i les hortalisses, d'una fàbrica de cerveses i de begudes gasoses.

## Història

### Història medieval
Toluges i la seva església de Santa Maria estan documentades ja el 908, en un privilegi de Carles el Simple al monestir de la Grassa, en què li confirma uns alous a Toluges, poc abans que també s'hi confirmessin altes alous d`Elna i de Sant Esteve del Monestir, que foren bescanviats a favor d'una dona, de nom Ozila, vídua d'Àrgila. Més tard també hi foren confirmats alous de Cuixà. Al tombant de l'any 1000 sembla que el territori de Toluges no era en mans d'un sol senyor, sinó que estava tot molt repartit. Podria ser aquesta la causa que s'hi convoqués la primera assemblea de Pau i Treva l'any 1027. A més, Toluges es trobava en aquell moment a mig camí de dues de les senyories importants: el comtat de Rosselló, amb seu a Perpinyà, i la casa comtal de Cerdanya-Besalú, que tenien Tuïr entre les seves viles importants. Els Sínodes de Toluges van marcar una fita important en l'evolució jurídica i política de la Catalunya medieval.
Al segle xi l'església d'Elna hi amplià les seves possessions, tot i que Toluges no arribà a ser mai d'un únic senyor, tot i que els Montescot hi tenien diverses possessions, que cediren a l'Orde del Temple. Així, els templers esdevingueren els principals senyors de Toluges, tot i que no els únics. Ja al XIV i al XV, aquestes possessions de Toluges foren venudes a rics homes perpinyanesos, cosa que s'allargà durant tota l'edat moderna.

## Demografia

### Demografia antiga
La població està expressada en nombre de focs (f) o d'habitants (h)
| 14 f | 19 f | 14 f | 1 f | 2 f | 2 f | 10 f | 52 f | 75 f | 84 f | 401 h | 84 h | 115 f |

Font: Pélissier 1986

### Demografia contemporània
| Evolució de la població |      |      |      |      |      |      |      |       |
| 1793                    | 1800 | 1806 | 1821 | 1831 | 1836 | 1841 | 1846 | 1851  |
| 432                     | 537  | 529  | 719  | 835  | 897  | 921  | 943  | 1.077 |

| 1856  | 1861  | 1866  | 1872  | 1876  | 1881  | 1886  | 1891  | 1896  |
| ----- | ----- | ----- | ----- | ----- | ----- | ----- | ----- | ----- |
| 1.085 | 1.062 | 1.121 | 1.232 | 1.257 | 1.248 | 1.280 | 1.240 | 1.345 |

| 1901  | 1906  | 1911  | 1921  | 1926  | 1931  | 1936  | 1946  | 1954  |
| ----- | ----- | ----- | ----- | ----- | ----- | ----- | ----- | ----- |
| 1.450 | 1.312 | 1.248 | 1.143 | 1.113 | 1.315 | 1.351 | 1.268 | 1.357 |

| 1962  | 1968  | 1975  | 1982  | 1990  | 1999  | 2004  | 2008  | 2009  |
| ----- | ----- | ----- | ----- | ----- | ----- | ----- | ----- | ----- |
| 1.524 | 2.117 | 2.868 | 3.637 | 4.955 | 5.396 | 5.743 | 5.976 | 6.115 |

| 2013  |
| ----- |
| 6.544 |

Fonts: Ldh/EHESS/Cassini fins al 1999, després INSEE a partir deL 2004

### Evolució de la població

Població 1962-2008

## Administració i política

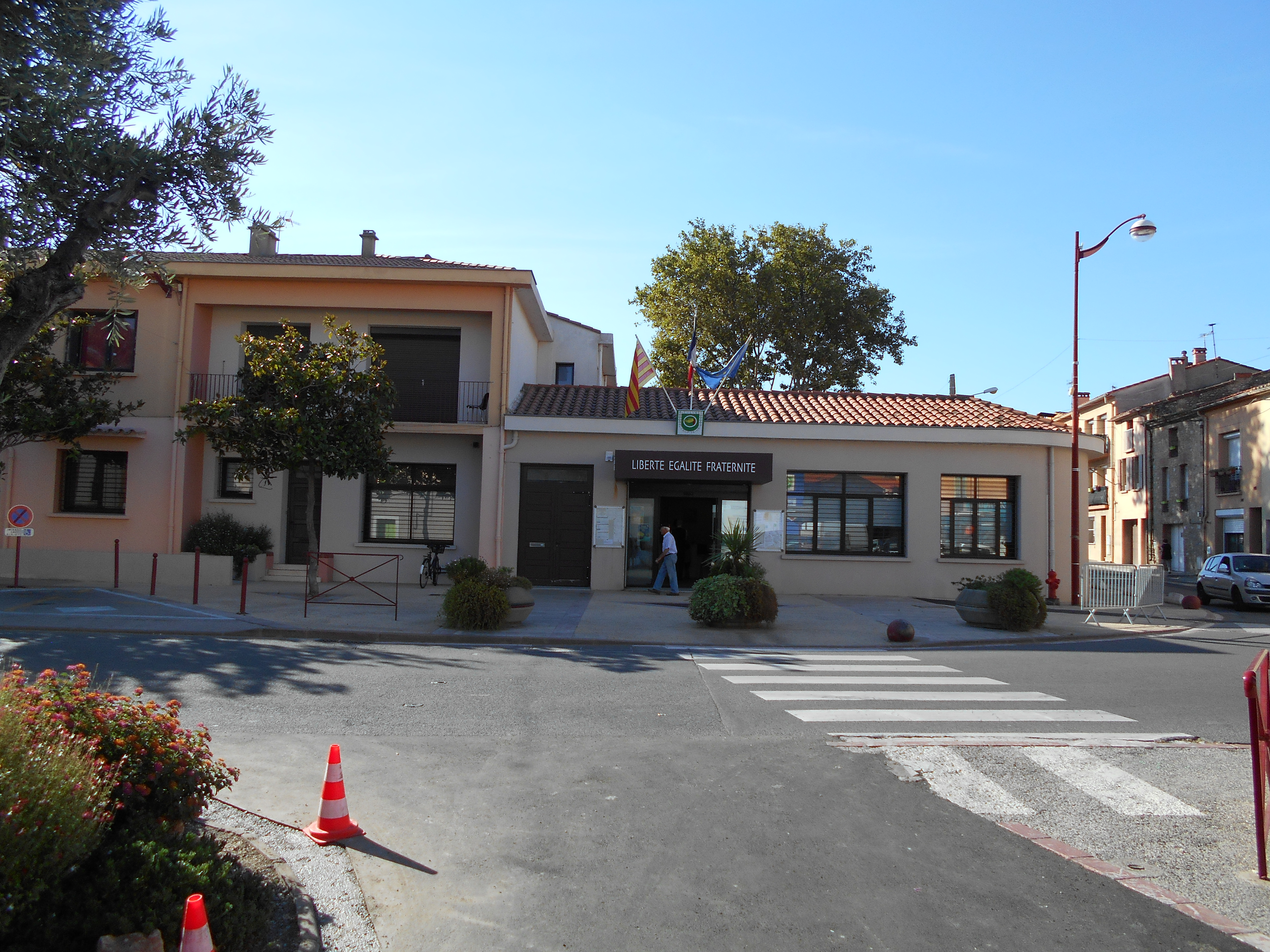
La Casa del Comú de Toluges

### Batlles[9]
| Període                       | Nom             | Opció política | Comentaris |
| ----------------------------- | --------------- | -------------- | ---------- |
| 1977 - Març del 2014          | Louis Caseilles |                |            |
| Març del 2014 - Moment actual | Jean Roque      |                |            |

### Legislatura 2014 - 2020

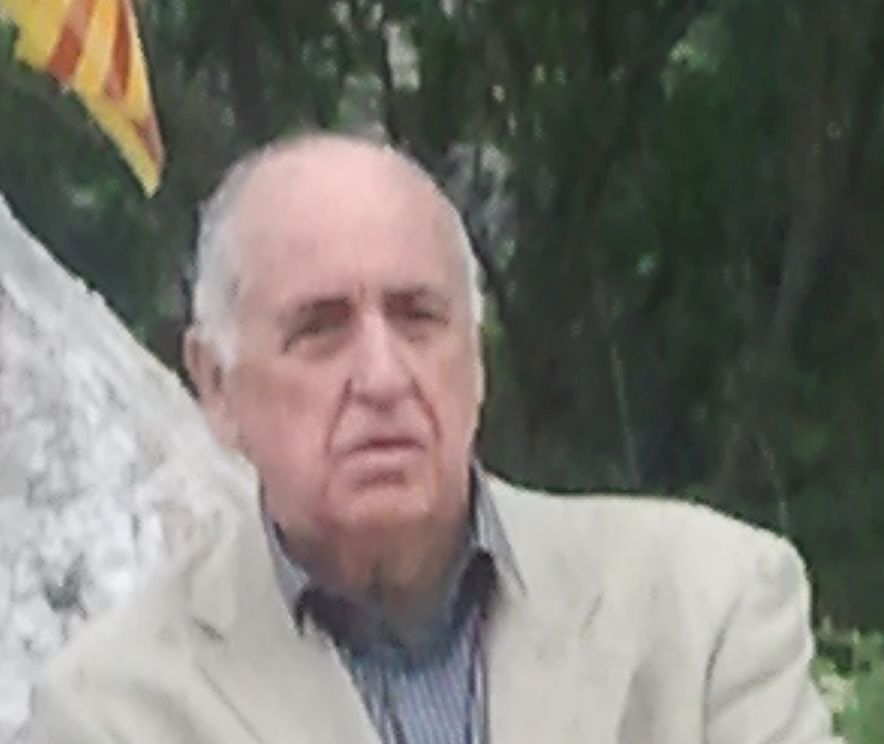
Louis Caseilles

#### Batlle
- Jean Roque, Conseller departamental.

#### Adjunts al batlle[10]
- 1a: Mireille Rebecq
- 2n: Gaston Coubris
- 3a: Babeth Cardin Madern
- 4t: Claude Cid
- 5a: Elise Rouby
- 6è: Laurent Rosello
- 7è: Gérard Castany.

#### Consellers municipals
- Nicolas Barthe. Primer conseller delegat
- Laëtitia Sounier. Segona consellera delegada
- Raymond Carbones. Tercer conseller delegat
- Hélène Godet. Quarta consellera delegada
- Pierre Montel. Cinquè conseller delegat
- Danielle Poncet. Consellera municipal
- Annie Grandemange. Consellera municipal
- Jean Segarra. Conseller municipal
- Catherine Dumas. Consellera municipal
- Roselyne Barande. Consellera municipal
- Marie-France Mir. Consellera municipal
- Bernard Pages. Conseller municipal
- Marie-Claude Gascon. Consellera municipal
- Françoise Brunet. Consellera municipal
- Rachid Abdouche. Conseller municipal
- Marc Valette. Conseller municipal
- Florence Hostaille. Consellera municipal
- Catherine Bret. Consellera municipal
- Arnaud Hingray. Conseller municipal
- Hervé Masse. Conseller municipal
- Franck De la Llave. Conseller municipal.

### Adscripció cantonal

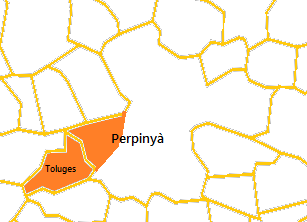
Cantó 6. Barris de l'oest de Perpinyà i Toluges

A les eleccions cantonals del 2015 Toluges ha estat inclòs en el cantó número 11, denominat Perpinyà 6, amb capitalitat a Perpinyà, que abraça tot el sector oest de la capital rossellonesa. Hi han estat escollits com a consellers departamentals Hermeline Malherbe, President del Consell Departamental i Senadora, i Jean Roque, batlle de Toluges i Conseller departamental.

### Agermanaments
- Les Borges Blanques, Les Garrigues

## Ensenyament i cultura

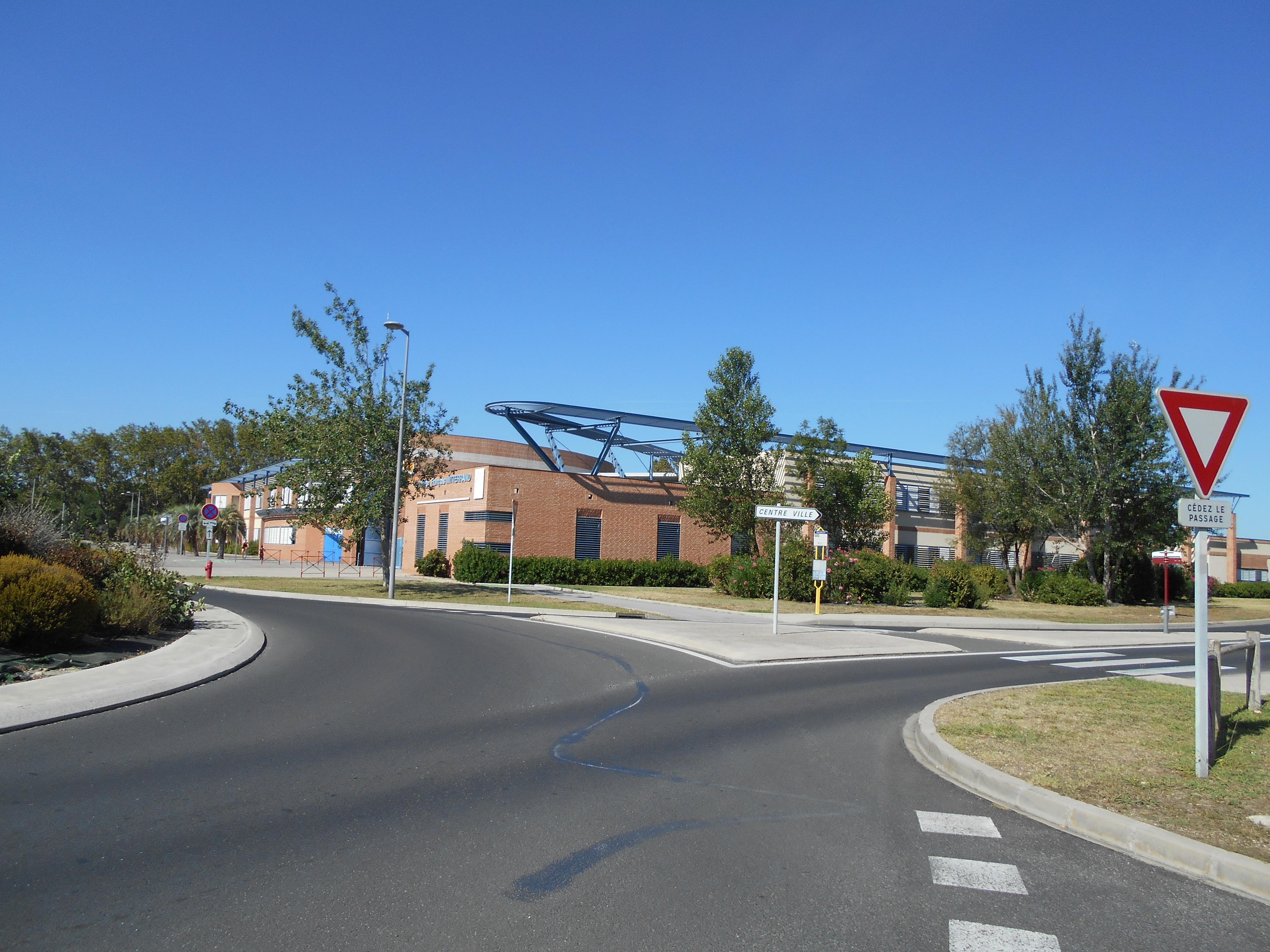
El col·legi de secundària François Mitterrand

A Toluges hi ha una escola d'ensenyament maternal, anomenada Ludovic Masse, dues de primària, la Jean Jaurès i la Sainte Marie, aquesta darrera de caràcter privat. També hi ha el col·legi de secundària François Mitterrand, que serveix també els pobles de Cànoes i Pollestres. Per a continuar estudis de batxillerat, l'oferta més propera és als diversos liceus de Perpinyà.

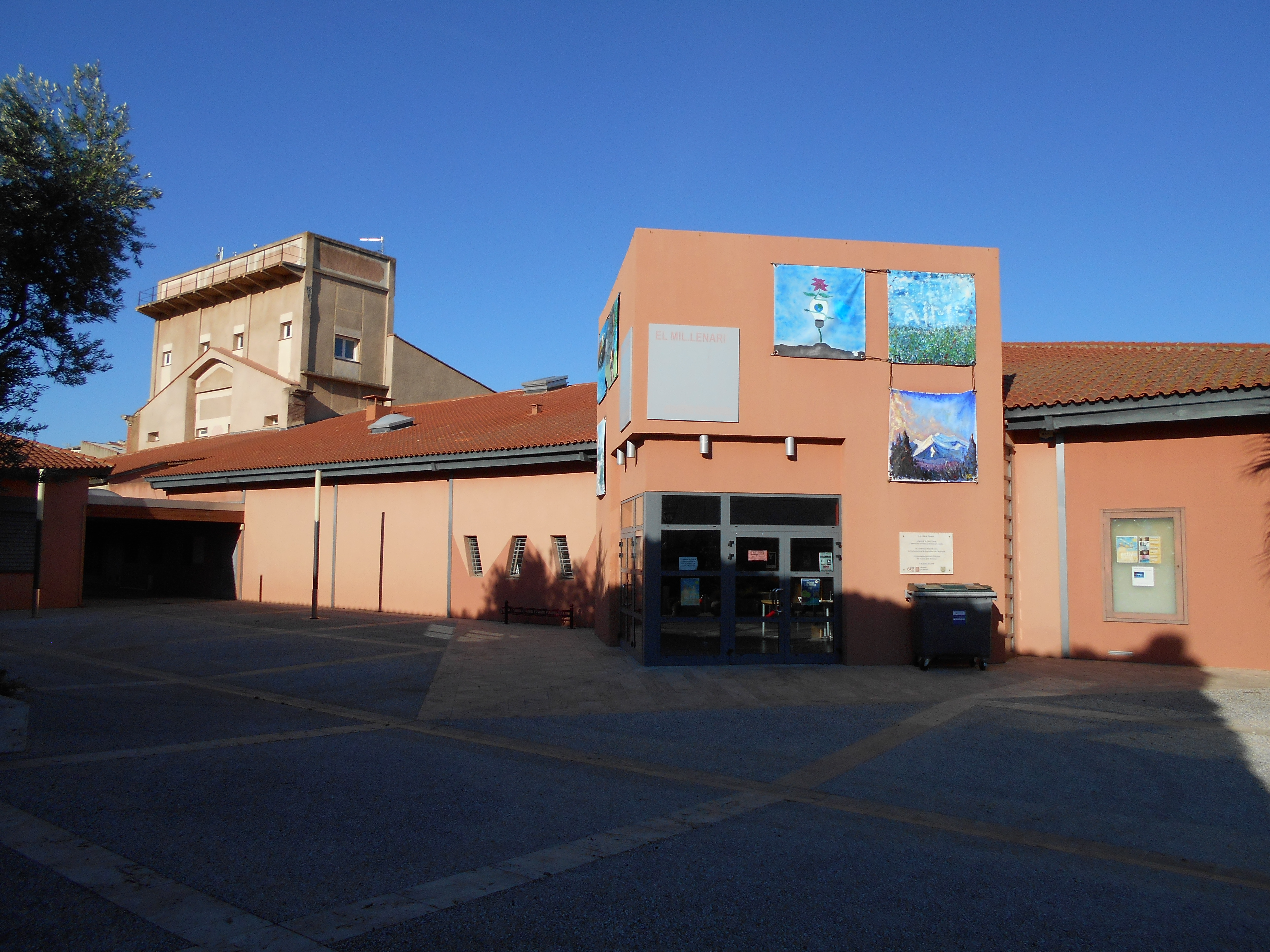
El Centre Cultural de Toluges

També hi ha una Mediateca, un Centre Cultural, al Mil·lenari, i un Conservatori de Música, a més d'un important i extens Asil d'ancians; cadascuna d'aquestes institucions compta amb el seu estatge propi, alguns d'ells en edificis reconvertits procedents de diversos orígens, entre ells una antiga destil·leria. La major part estan situats en els entorns de la Plaça de Louis Esparre, just al sud-est del nucli antoc del poble.

## Lleure i esports

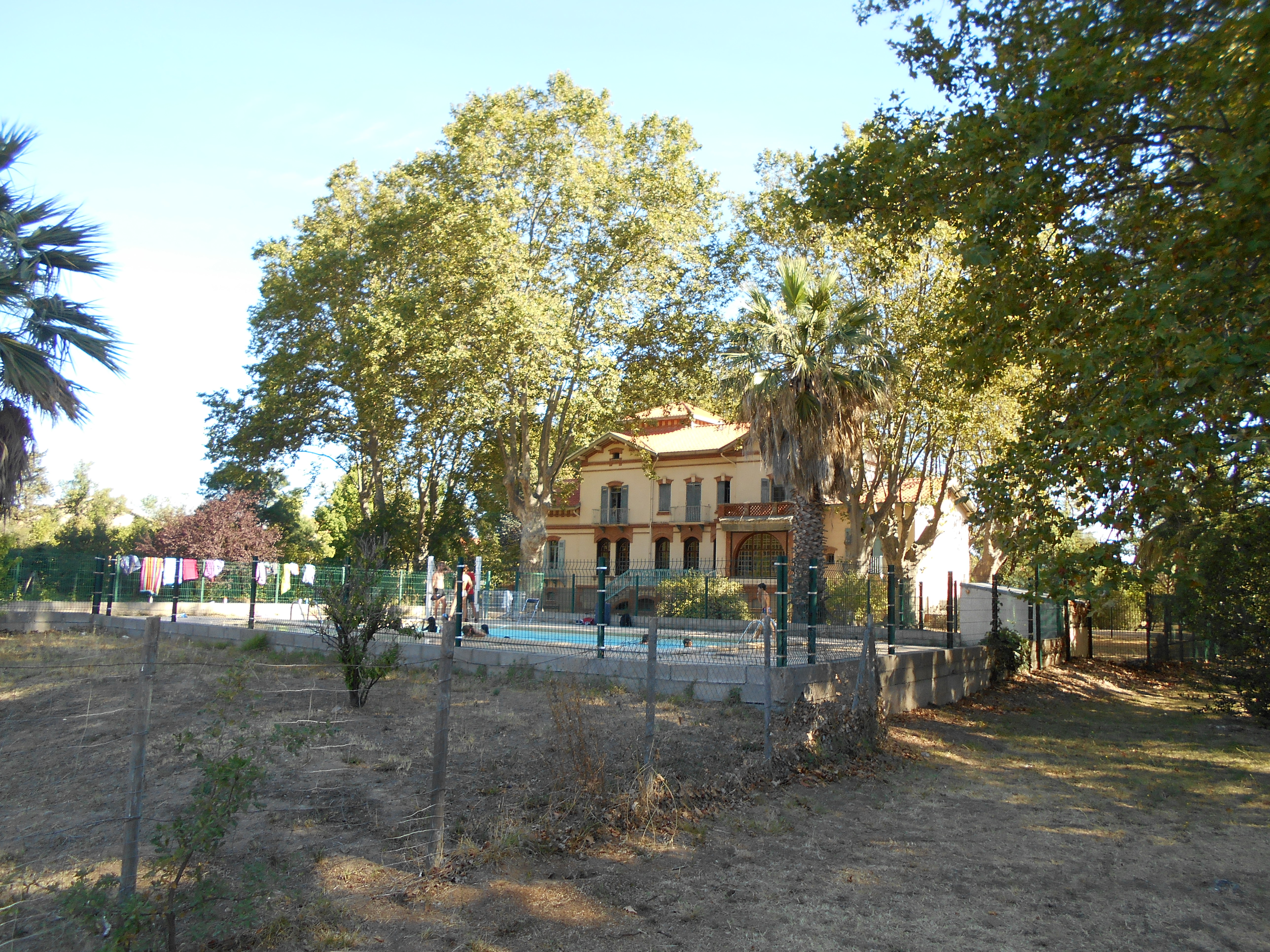
Parc de Clairfont, la Casa Senyorial

Toluges compta amb un parc municipal excepcional, per la seva magnitud i l'ús que en fa la població. Es tracta del Parc de Clairfont, situat al sud de la població, a prop de la Zona Industrial del mateix nom i a ran de la carretera D - 612 A, que discorre pel sud del parc. Té una extensió de 6 ha, i fou creat a principis del segle xx. Els anys 30, d'aquell mateix segle, s'hi construí una casa senyorial de força envergadura. S'hi troben nombroses espècies botàniques; té dos estanys, amb ànecs i cignes, i constitueix un lloc agradable que convida a passejar sense presses ni preocupacions. Forma un arborètum d'una cinquantena d'espècies vegetals, entre les quals palmeres qui es troben enmig d'extenses zones de gespa. Hi emergeixen arbres molt bells, com les magnòlies, els pins rojos i els xiprers dels pantans, tot a tocar d'una àrea de jocs per a infants.

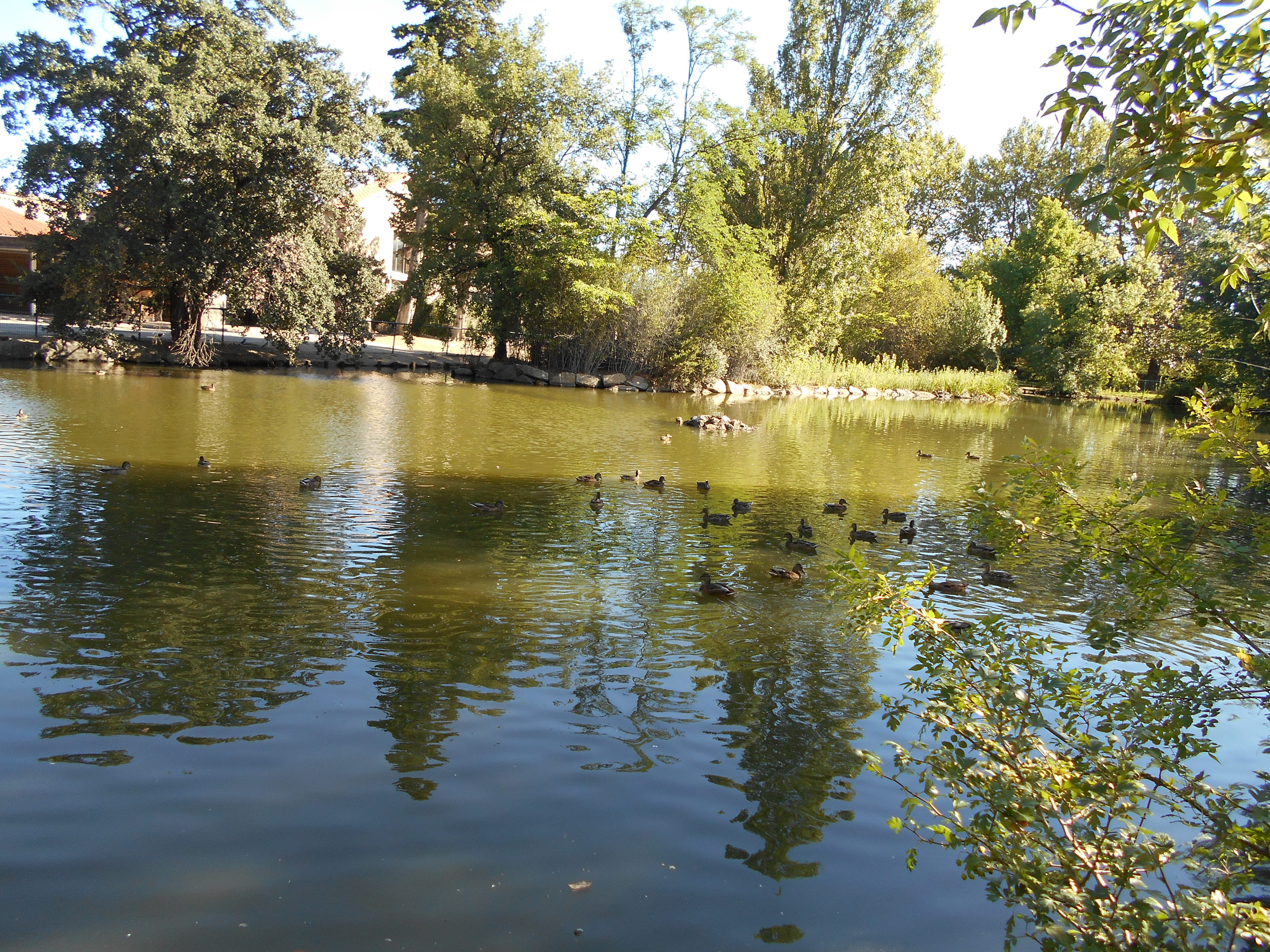
Parc de Clairfont, l'estany més gran

D'origen privat, el 1985 fou adquirit per la comuna de Toluges, que l'obrí a la població, alhora que traslladava una part de la mateixa Casa del Comú a la casa senyorial.
Entre els esports, a Toluges destaquen el bàsquet i el rugbi, i entre les seves institucions esportives tenen un paper destacat l'USA Toluges, de bàsquet i l'USAP XV Féminin, de rugbi a quinze, cinc vegades campió de França femení.

## Persones il·lustres
- Joseph Sayrou (1898-1974) : jugador francès de rugbi a 15, nascut a Toluges.
- Gaston Groussole (1927-): escriptor en llengua francesa establert a Toluges a ran de la seva jubilació.